# Banje
Banje és una platja de la mar Adriàtica i la zona de l'entorn, a l'est de Grad (la ciutat vella de Dubrovnik, Croàcia) i és part del barri marítim de Ploče.
La platja i el fons marí és de grava fina. L'aigua del mar és transparent i pot arribar fins als 4 metres de profunditat. També té una vista espectacular de les muralles de la ciutat i de l'illa de Lokrum.
Disposa de serveis com restaurants propers, quioscs amb menjar i beguda, dutxes, lloguer de gandules, cabines per canviar-se de roba i bars. Ofereix una gran varietat d'esports i activitats d'oci, així com una gran vida nocturna als bars a la platja.